# 欽定教授

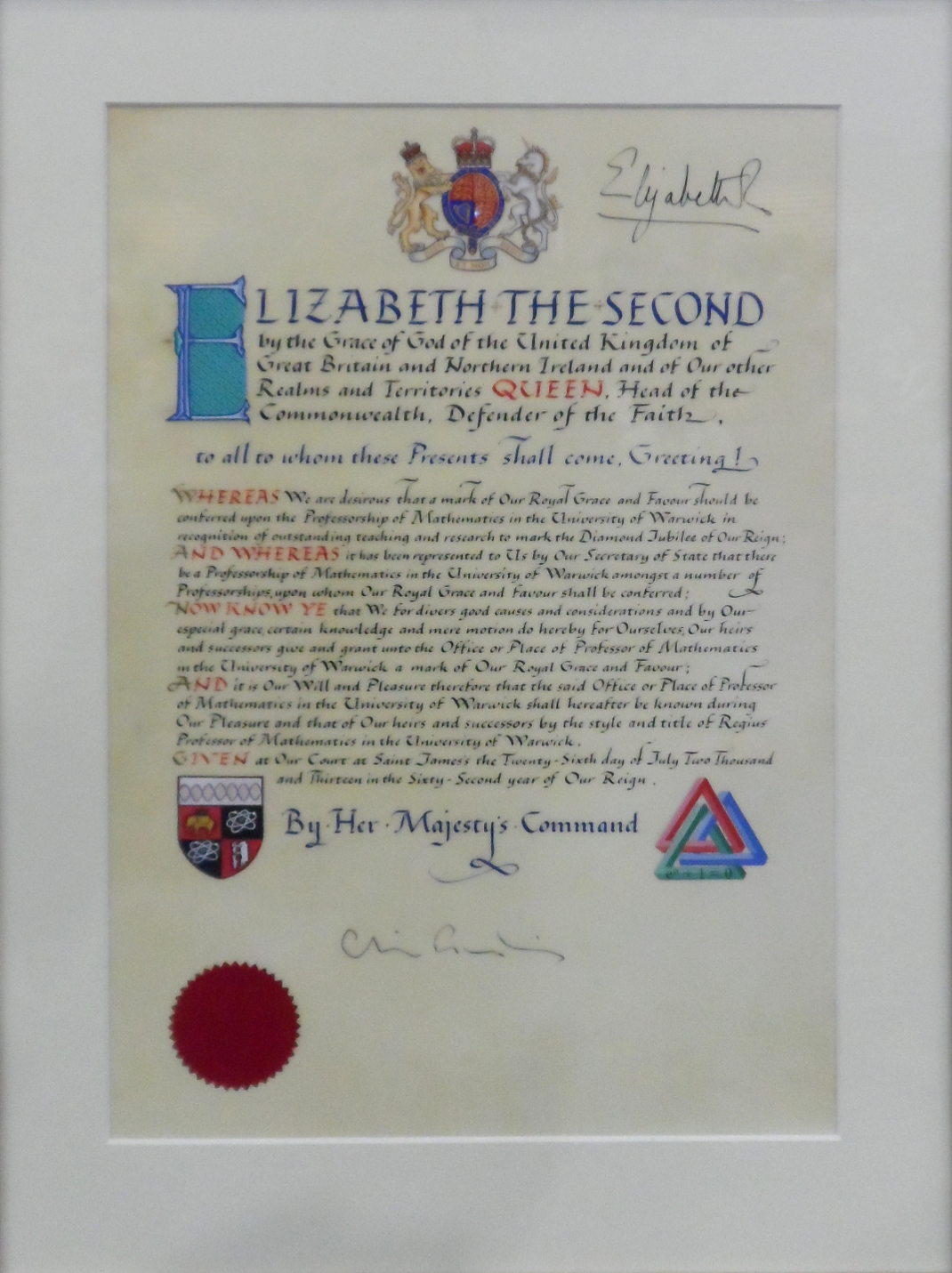
ウォーリック大学に数学欽定教授を新設することを認めた勅許状。

欽定教授（きんていきょうじゅ、英語: Regius professor）、ないし、欽定講座担当教授（きんていこうざたんとうきょうじゅ）は、イギリスの大学において君主からのパトロネージ、もしくは、任命を受けて就任する教授。これは、イギリスの学界独特の制度である。最初に制定されたのは、医学分野においてであり、スコットランド国王ジェームズ4世が、1497年にアバディーン大学に設けた医学欽定教授 (アバディーン大学)であった。欽定講座は、その後、特に継続的に重要な必要性がある、基本的と見なされた学問分野で、各地の大学に設けられるようになった。欽定教授はそれぞれイギリスの君主によって任命されるが、それに至る過程では大学当局や政府が関わって公告と面接が行われており、現在も君主によって新たな任命が継続されている（ただし、1922年にイギリスから離脱したアイルランド共和国のダブリン大学は、その例外である）。この勅許による任命と、このような教授職の相対的希少性から、勅許教授は格式の高い、また就任を望む者が極めて多いポストとなっている。
欽定教授は、伝統的に「プロフェッサー (Professor)」ではなく、「リージアス (Regius)」と敬称される。現在、最も数多くの欽定教授が設けられているのはグラスゴー大学であり、2012年当時で13人、2016年に新設された講座も含めて14人の欽定教授がいる（#グラスゴー大学）。

## 新たな欽定講座
欽定講座は、伝統的に、イギリスの中でも、いわゆる古代の大学（アンシャン・ユニバーシティ）だけに設けられてきた。2012年10月、女王エリザベス2世が、新たに最大6講座の欽定講座を新設する予定であり、即位50周年を記念して2013年はじめに発表されることが公表された。2013年1月、詳細が発表され、新設欽定講座の数は12講座に及んだが、これはおそらく特定の年に新設された欽定講座の数としては最多であり、世紀単位でみた新設数でも、これには及ばない例がほとんどである。
2015年7月には、女王の90歳の誕生日を記念して、さらに欽定講座が新設される可能性のあることが公表された。

## アバディーン大学
- 解剖学欽定教授 (アバディーン大学)（英語版）（1863年制定）
- 植物学欽定教授 (アバディーン大学)（英語版）
- 英文学欽定教授 (アバディーン大学)（英語版）
- ギリシア語学欽定教授 (Regius Professor of Greek)
- 人文学欽定教授 (Regius Professor of Humanity) - 元は、西洋古典学欽定教授 (Regius Professor of Classics)
- 論理学欽定教授 (Regius Professor of Logic)
- 数学欽定教授 (Regius Professor of Mathematics)
- 解剖学欽定教授 (アバディーン大学)（英語版） - 元は薬物学欽定教授 (Regius Professor of Materia Medica)（1858年制定）[7]:159
- 道徳哲学欽定教授 (Regius Professor of Moral Philosoph)
- 自然史学欽定教授 (アバディーン大学)（英語版）
- 産婦人科学欽定教授 (Regius Professor of Obstetrics and Gynaecology) - 元は産科学欽定教授 (Regius Professor of Midwifery) （1858年制定）[7]:159
- 生理学欽定教授 (Regius Professor of Physiology (Aberdeen)|Regius Professor of Physiology)（1858年制定）[7]:159
- 外科学欽定教授 (アバディーン大学)（英語版）（1839年制定）[8]:189

## アストン大学
- 薬学欽定教授 (Regius Professor of Pharmacy)[9]

## カーディフ大学
- 化学欽定教授 (Regius Professor of Chemistry)（2016年制定）[9]

## ケンブリッジ大学
- 植物学欽定教授 (ケンブリッジ大学)（英語版）（1724年/2009年制定）
- 民法学欽定教授 (ケンブリッジ大学)（英語版）（1540年制定）
- 神学欽定教授（英語版）（1540年制定）
- 工学欽定教授 (ケンブリッジ大学)（英語版）（1875年/2011年制定）
- ギリシア語学欽定教授 (ケンブリッジ大学)（英語版）（1540年制定）
- ヘブライ語学欽定教授 (ケンブリッジ大学)（英語版）（1540年制定）
- 現代史学欽定教授 (ケンブリッジ大学)（英語版）（1724年制定）
- 物理学欽定教授 (ケンブリッジ大学)（英語版）（1540年制定）

## ダブリン大学
- 物理学欽定教授 (ダブリン大学)（英語版）（1637年制定?）
- 法学欽定教授 (ダブリン大学)（英語版）（1668年制定）
- ギリシア語学欽定教授 (ダブリン大学)（英語版）（1761年制定）
- 外科学欽定教授 (ダブリン大学)（英語版）（1852年/1868年制定）

## ダンディー大学
- 生命科学欽定教授 (Regius Professor of Life Sciences)（2013年制定）

## エディンバラ大学
- 公法学および自然と国民の法学欽定教授（英語版）（1707年制定）
- 修辞学および英文学欽定教授（英語版）（1762年制定）
- 天文学欽定教授 (Regius Professor of Astronomy)（1785年制定）
- 臨床外科学欽定教授（英語版）（1803年制定）
- 医科学欽定教授 (Regius Professor of Medical Science)[10]
- 法医学欽定教授 (Regius Professor of Forensic Medicine)（1807年制定）
- 南アジア言語、文化、社会学欽定教授 (Regius Professor of South Asian Language, Culture and Society) - 元はサンスクリット語学欽定教授（1862年制定）
- 工学欽定教授 (エディンバラ大学)（英語版）（1868年制定）
- 地学欽定教授 (Regius Professor of Geology)（1871年制定）

## エセックス大学
- 政治学欽定教授 (Regius Professor of Political Science)（2013年制定）

## グラスゴー大学
- 医学，治療学欽定教授 (エディンバラ大学)（英語版）（1637年/1713年制定）
- 薬物学欽定教授 (Regius Professor of Materia Medica)（1831年制定）- 1989年に医学，治療学欽定教授と統合
- 法学欽定教授 (グラスゴー大学)（英語版）（1713年制定）
- 解剖学欽定教授 (グラスゴー大学)（英語版）（1718年制定）
- 天文学欽定教授 (グラスゴー大学)（英語版）（1760年制定）
- 動物学欽定教授 (グラスゴー大学)（英語版） (1807年制定）
- 産婦人科学欽定教授 (グラスゴー大学)（英語版）（1815年制定）
- 外科学欽定教授 (グラスゴー大学)（英語版）（1815年制定）
- 化学欽定教授 (グラスゴー大学)（英語版）（1817年制定）
- 植物学欽定教授 (グラスゴー大学)（英語版）（1818年制定）
- 法医学欽定教授 (グラスゴー大学)（英語版）（1839年制定）
- 治療学欽定教授 (Regius Professor of Physiology)（1839年制定）
- 土木工学、機械工学欽定教授 (Regius Professor of Civil Engineering and Mechanics)（1840年制定）
- 英語英文学欽定教授（英語版）)（1861年制定）
- 教会史学欽定教授（英語版）)（1716年制定：1935年欽定講座としては廃止）
- 精密医療欽定教授 (Regius Professor of Precision Medicine)（2016年制定）[9]

## リヴァプール大学
- 化学欽定教授 (Regius Professor of Chemistry)（2016年制定）[9]

## ロンドン大学
- がん研究欽定教授 (Regius Professor of Cancer Research)（2016年制定）[9]（拠点はがん研究所（英語版））
- 音楽学欽定教授 (Regius Professor of Music)（ロイヤル・ホロウェイ）（2013年制定）
- 精神医学欽定教授 (Regius Professor of Psychiatry)（キングス・カレッジ・ロンドン）（2013年制定）
- 経済学欽定教授 (Regius Professor of Economics)（ロンドン・スクール・オブ・エコノミクス）（2013年制定）

## インペリアル・カレッジ・ロンドン
- 工学欽定教授 (Regius Professor of Engineering)（2013年制定）
- 感染症学欽定教授 (Regius Professor of Infectious Disease)（2016年制定）[9]

## マンチェスター大学
- 物理学欽定教授 (Regius Professor of Physics)（2013年制定）
- 材料工学欽定教授 (Regius Professor of Materials)（2016年制定）[9]

## ニューカッスル大学
- 加齢学欽定教授 (Regius Professor of Aging)（2016年制定）[9]

## オープン大学
- オープン教育学欽定教授 (Regius Professor of Open Education)（2013年制定）

## オックスフォード大学
- 民法学欽定教授（英語版）（1540年ころ制定）
- 神学欽定教授（英語版）（1535年制定）
- 道徳および牧会学欽定教授（英語版）（1842年制定）
- 教会史学欽定教授（英語版）（1842年制定）
- ヘブライ語学欽定教授 (オックスフォード大学)（英語版）（1546年制定）
- 医学欽定教授 (オックスフォード大学)（英語版）（1546年制定）
- ギリシア語学欽定教授 (オックスフォード大学)（英語版）（1541年ころ制定）
- 現代史学欽定教授 (オックスフォード大学)（英語版）（1724年制定）
- 数学欽定教授（英語版）（2016年制定）[9]

## クイーンズ大学ベルファスト
- 電子工学、計算機工学欽定教授 (Regius Professor of Electronics & Computer Engineering)（2016年制定）[9]

## レディング大学
- 気象および気候学欽定教授 (Regius Professor of Meteorology and Climate Science)（2013年制定）

## セント・アンドルーズ大学
- 数学欽定教授（1668年制定）

## サウサンプトン大学
- 計算機科学欽定教授 (Regius Professor of Computer Science)（2013年制定）
- 海洋科学欽定教授 (Regius Professor in Ocean Sciences)（2016年制定）[9]

## サリー大学
- 電子工学欽定教授 (Regius Professor of Electronic Engineering)（2013年制定）

## ウォーリック大学
- 数学欽定教授 (Regius Professor of Mathematics)（2013年制定）
- 製造工学欽定教授 (Regius Professor of Manufacturing)（2016年制定）[9]